# Makete
Makete är ett distrikt i Njombe i Tanzania. Den har en yta på 3 996,39 km², och den hade 97 266 invånare år 2012.